# Cabaret (Film)
Cabaret ist ein US-amerikanisches Film-Musical unter Regie von Bob Fosse aus dem Jahr 1972. In den Hauptrollen spielen Liza Minnelli, Michael York, Helmut Griem, Fritz Wepper, Marisa Berenson und Joel Grey. Die Musik stammt aus der Feder von John Kander, die Liedtexte von Fred Ebb. Die Vorlage zum Film lieferten das gleichnamige Broadway-Musical und der autobiografische Roman Goodbye To Berlin von Christopher Isherwood. Sowohl musikalisch als auch bezüglich der Handlung und der Personen hat die Verfilmung im Vergleich zur Bühnen-Vorlage zahlreiche Änderungen erfahren.
Der Film gewann bei der Oscar-Verleihung 1973 insgesamt acht Oscars. Bei vielen Kritikern gilt er als eines der bisher größten Film-Musicals.

## Handlung
Schauplatz ist Berlin 1931, kurz vor der Machtergreifung der Nationalsozialisten. Der englische Sprachwissenschaftler und angehende Autor Brian Roberts zieht in eine billige Pension, um an seiner Dissertation zu arbeiten und seinen Lebensunterhalt nebenher durch Literaturübersetzungen und etwas Englisch-Privatunterricht zu bestreiten. In der Pension lernt Brian die ebenfalls dort lebende Sängerin Sally Bowles kennen. Die gebürtige US-Amerikanerin tritt im Kit Kat Club auf, wo jeden Abend ein teils satirisches, teils erotisches Nummernkabarett über die Bühne geht. Sally träumt von einer Karriere als „richtige“ Schauspielerin und lässt sich dafür kühl berechnend auf allerlei Verehrer und Affären ein. Für Brian entwickelt sie dagegen ehrliche Sympathie, doch gerade er bleibt ihr gegenüber sehr zurückhaltend. Seine Aussage, dass er sich bisher noch wenig zu Frauen hingezogen fühlte, deutet Sally zwar als Anzeichen für Homosexualität, aber im Vertrauen auf ihre Reize lässt sie nicht locker, und schließlich entwickelt sich tatsächlich eine enge Liebesbeziehung.
Als der wohlhabende, weltmännische Adelige Maximilian von Heune in Sallys Leben tritt, wird Brian zunächst eifersüchtig, doch bald fühlt auch er sich von Maximilians überaus einnehmendem Wesen angezogen. Trotzdem kann er den Gedanken nicht ertragen, Sally mit einem anderen zu teilen. Es kommt zu einem Streit, bei dem Sally zugibt, mit Maximilian geschlafen zu haben – und Brian ebenfalls. Darauf sind beide gleichermaßen schockiert. Demütigender noch: Maximilian ist inzwischen nach Argentinien abgereist und hat ihnen eine Summe Geld hinterlassen. In seiner Frustration attackiert Brian auf der Straße einen Propagandastand der Nationalsozialisten und wird brutal verprügelt. Während Sally ihn gesundpflegt, verzeihen sie einander.
Eine Nebenhandlung erzählt die Geschichte zwischen dem Gigolo Fritz Wendel und der Jüdin Natalia Landauer, die sich in  Brians Englischunterricht kennenlernen und sich mit Sally und Brian anfreunden. Nachdem die reiche Kaufmannstochter Natalia Fritz erst für einen Mitgiftjäger gehalten hat, erkennt sie seine wahren Gefühle ihr gegenüber. Doch sie will einer Heirat nicht zustimmen, da der Einfluss der Nationalsozialisten wächst und die politisch motivierten Gewalttaten gegenüber Juden sich zunehmend bemerkbar machen. Da Fritz Christ ist, wolle sie ihn als Jüdin nicht gefährden. Fritz gesteht ihr, dass er auch Jude ist, was er bisher verheimlicht hatte, da er nicht den Vorurteilen und dem Hass gegenüber Juden ausgesetzt sein wollte. Die beiden heiraten in einer Synagoge.
Sally wird schwanger. Brian macht ihr einen Heiratsantrag und will sie zu seiner neuen Anstellung an die Universität Cambridge als Ehefrau mitnehmen. Doch Sally erinnert sich an ihre Träume von einer glanzvollen Showkarriere, die sie wohl als Frau eines Universitäts-Dozenten mit Kind begraben müsste. Zudem weiß sie nicht sicher, wer der Vater ist, und befürchtet auch, dass Brians Gefühle gegenüber Männern eine langfristig glückliche Beziehung behindern könnten. So lässt sie das Kind schließlich ohne Brians Wissen abtreiben. Brian reagiert zunächst entsetzt, akzeptiert dann aber ihre Entscheidung. Er verlässt die Stadt mit dem Zug vom Anhalter Bahnhof. Die letzte Szene zeigt Sally wieder als Sängerin im Kit Kat Club, der sein Programm inzwischen merklich dem Zeitgeist angepasst hat. Uniformierte Nationalsozialisten, die einige Monate zuvor noch mit Spott aus dem Lokal gewiesen wurden, haben nun in den ersten Reihen Platz genommen.

## Hintergrund
Während die Bühnenfassung der Uraufführung die Rolle des Fräulein Schneider (am Broadway von Lotte Lenya verkörpert) in den Vordergrund rückte, konzentrierte sich Bob Fosse auf die Liebesgeschichte zwischen Sally Bowles und dem jungen Schriftsteller Brian Roberts. Die Innenaufnahmen entstanden größtenteils in den Münchner Bavaria Studios, die Außenaufnahmen größtenteils in West-Berlin; einer der Drehorte war das Eutiner Schloss.

## Synchronisation
Es existieren zwei deutschsprachige Versionen, die sich im Text unterscheiden. Die westdeutsche Synchronfassung entstand bei der Berliner Synchron. Fritz A. Koeniger schrieb das Dialogbuch und Dietmar Behnke führte Regie. Mit Ausnahme von Sigrid von Richthofen sprachen sich alle deutschen Schauspieler selbst. Diese Fassung war ursprünglich um mehrere Szenen gekürzt worden (weshalb in der DDR eine eigene Fassung angefertigt wurde), allerdings wurden diese später wieder eingefügt. Ob die Synchronisation bereits vorgelegen hatte oder die Szenen später nachsynchronisiert wurden, ist nicht bekannt.
Die ostdeutsche Synchronfassung entstand im DEFA Studio für Synchronisation, Berlin. Peter Groeger führte Dialogregie. Im Unterschied zur westdeutschen Version wurde auch die Stimme von Joel Grey (Conférencier) in einigen Passagen synchronisiert, ansonsten jedoch zum größten Teil, ebenso wie die Gesangspartien, im Originalton belassen. Unter anderem sprachen auch Klaus Piontek und Holger Mahlich.
Eine Ausnahme und Besonderheit bildet das Lied Der morgige Tag ist mein, das von einem Hitlerjungen im Biergarten eines Landgasthofes vorgetragen wird. Der deutsche Schauspieler Oliver Collignon (in den Credits nicht aufgeführt) sang die englischsprachige Textversion Tomorrow belongs to me und wurde im Original von dem amerikanischen Schauspieler Mark Lambert synchronisiert. Die deutschen Fassungen unterlegen einen deutschen Text, wobei die Solostimme (ebenfalls uncreditet) in beiden Fassungen identisch ist, nicht jedoch der Chorus der übrigen Gäste, die nach und nach in den Gesang einstimmen. Den Solisten allmählich übertönend, singen sie in der DEFA-Version: „Oh Vaterland, Vaterland, wir steh'n bereit …“, bei der Berliner Synchron dagegen: „Oh Vaterland, Vaterland, zeig' uns den Weg …“.
In letzterer Variante wurde die deutschsprachige Bearbeitung des Liedes auch von der französischen und der italienischen Synchronisierung übernommen.
| Rolle            | Darsteller            | Synchronsprecher (BRD 1972) | Synchronsprecher (DDR 1974) |
| ---------------- | --------------------- | --------------------------- | --------------------------- |
| Sally Bowles     | Liza Minnelli         | Hannelore Elsner            | Angelika Waller             |
| Brian Roberts    | Michael York          | Thomas Danneberg            | Winfried Glatzeder          |
| Natalia Landauer | Marisa Berenson       | Kathrin Miclette            | Jenny Gröllmann             |
| Fräulein Mayr    | Sigrid von Richthofen | Tilly Lauenstein            | ?                           |

## Kritiken
„Trotz der beachtlichen Leistung in Darstellung und Kameraführung […] über weite Strecken unverbindlich und oberflächlich, da die Handlung neben den brillant choreografierten und vorgetragenen Cabaret-Nummern zu verblassen droht.“

„[…] mitreißend und fast zu glamourös […]. (Wertung: 3½ von 4 möglichen Sternen – außergewöhnlich)“

## Auszeichnungen
- ; Academy Award

Der Film gewann 1973 insgesamt acht Oscars in folgenden Kategorien:
- Beste Hauptdarstellerin: Liza Minnelli
- Bester Nebendarsteller: Joel Grey
- Beste Regie: Bob Fosse
- Beste Kamera: Geoffrey Unsworth
- Bester Schnitt: David Bretherton
- Bestes Szenenbild: Rolf Zehetbauer, Hans Jürgen Kiebach, Herbert Strabel
- Beste Filmmusik: Ralph Burns
- Bester Ton: Robert Knudson, David Hildyard

Außerdem erhielt der Film noch Nominierungen in den Kategorien Bester Film (Cy Feuer) und Bestes adaptiertes Drehbuch (Jay Presson Allen). Cabaret ist der Film, der die meisten Oscars gewinnen konnte, ohne den Oscar für den besten Film zu erhalten (dieser ging an Der Pate).
- ; Golden Globe Award

Der Film gewann 1973 insgesamt drei Golden Globes in folgenden Kategorien:
- Bester Film Musical/Komödie: Saul Zaentz
- Beste weibliche Hauptrolle – Musical/Komödie: Liza Minnelli
- Beste männliche Nebenrolle: Joel Grey

Außerdem erhielt der Film weitere sechs Nominierungen.
- ; Britischer Filmpreis 1973

- Bester Film
- Beste Hauptdarstellerin: Liza Minnelli
- Bester Nachwuchsdarsteller: Joel Grey
- Beste Regie
- Beste Kamera
- Bestes Szenenbild
- Bester Ton

Für weitere vier Preise war der Film nominiert.
- ; Library of Congress

- Aufnahme in das National Film Registry 1995

- ; American Film Institute

- 2004: Song Cabaret Platz 18 der besten amerikanischen Filmsongs (AFI's 100 Years...100 Songs)
- 2006: Platz 5 der besten amerikanischen Film-Musicals (AFI's Greatest Movie Musicals)
- 2007: Platz 63 der besten amerikanischen Filme aller Zeiten (AFI's 100 Years...100 Movies – 10th Anniversary Edition)